# پیتر کوملوش
پیتر کوملوش (مجاری: Péter Komlós؛ ‏ ۲۵ اکتبر ۱۹۳۵ – ۲ مهٔ ۲۰۱۷) موسیقی‌دان و نوازنده ویولن اهل مجارستان بود. وی از سال ۱۹۶۰ تا ۱۹۶۹ کنسرت‌مایستر «ارکستر اپرای دولتی مجارستان» و از سال ۱۹۸۲ دانشیار آکادمی موسیقی فرانتس لیست بود.
کوملوش دانش‌آموختهٔ آکادمی موسیقی فرانتس لیست بود و در «کوارتت زهی بارتوک» ساز می‌نواخت که در سال ۱۹۶۴ برندهٔ جایزهٔ نخست «رقابت‌های بین‌المللی کوارتت زهی» در لیژ بلژیک شد.
وی همچنین برندهٔ جوایزی همچون «جایزهٔ فرانتس لیست» (۱۹۶۴)، «جایزهٔ بارتوک-پاستوری» (۱۹۸۶) و جایزه کشوت (۱۹۷۰ و ۱۹۹۷) شده‌است.